# Ungheni
Ungheni (v letech 1944–1989 moldavsky Унгень, rusky Унгены – Ungeny) je město v Moldavsku. Leží na západě země na břehu Prutu, který zde tvoří hranici mezi Moldavskem a Rumunskem. V roce 2012 se jednalo se zhruba 38 tisíci obyvatel o sedmé nejlidnatější město Moldavska. Je správním střediskem stejnojmenného okresu.
Přes hraniční řeku Prut zde vede Eiffelův most postavený francouzským konstruktérem Gustavem Eiffelem, po kterém vede železnice z Kišiněva přes Ungheni do Jasů, v období Studené války hlavní železniční spojení Sovětského svazu a Rumunska.

## Dějiny
První zmínka o Ungeni pochází z 20. srpna 1462, kdy Moldavskému knížectví vládl Štěpán III. Veliký.
Železnice z Kišiněva do Ungheni byla postavena Ruským impériem v roce 1875 v rámci přípravy na rusko-tureckou válku v letech 1877 a 1878.